# Rhipidia
Rhipidia är ett släkte av tvåvingar som beskrevs av Johann Wilhelm Meigen 1818. Rhipidia ingår i familjen småharkrankar.

## Bildgalleri

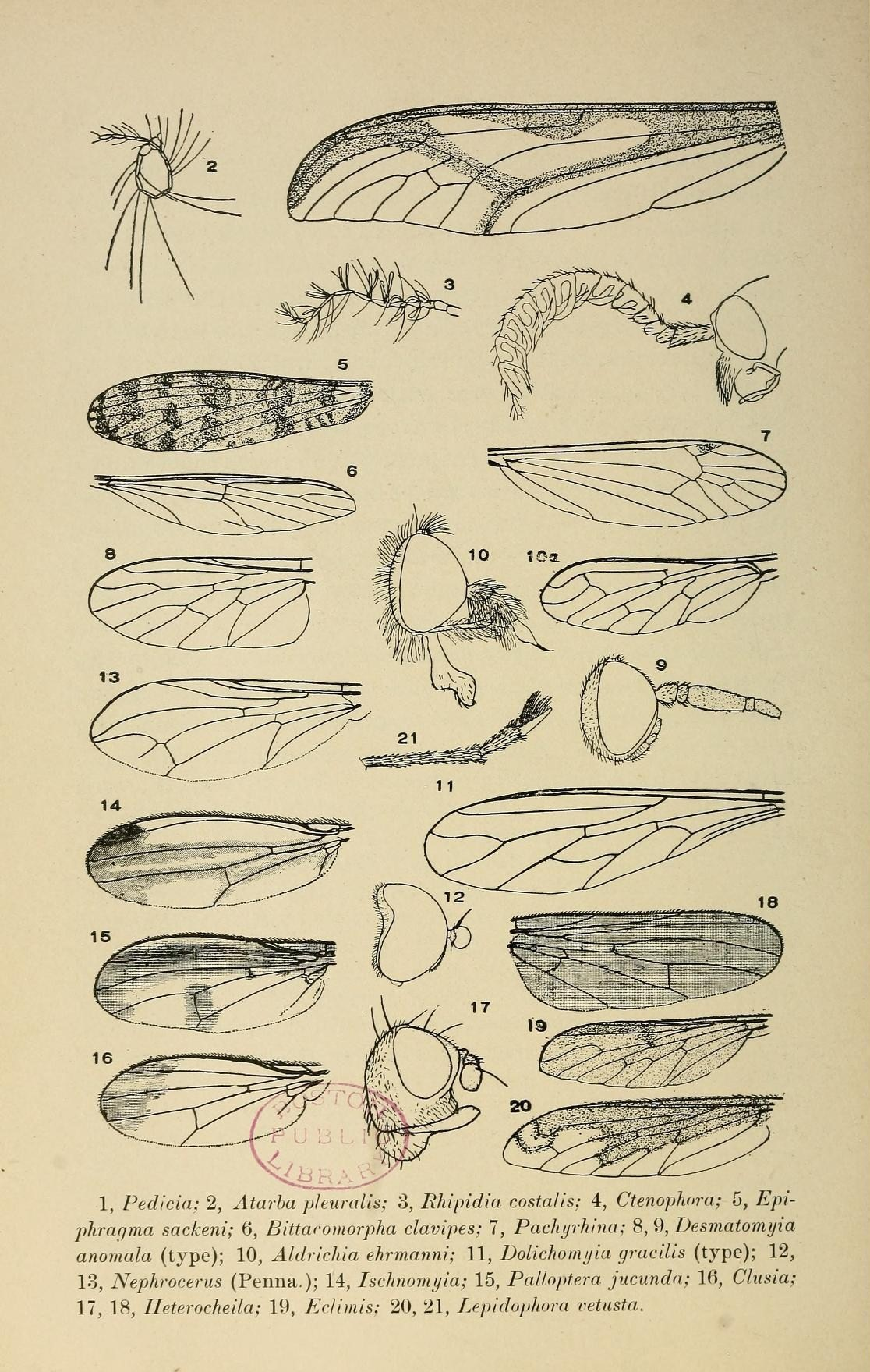
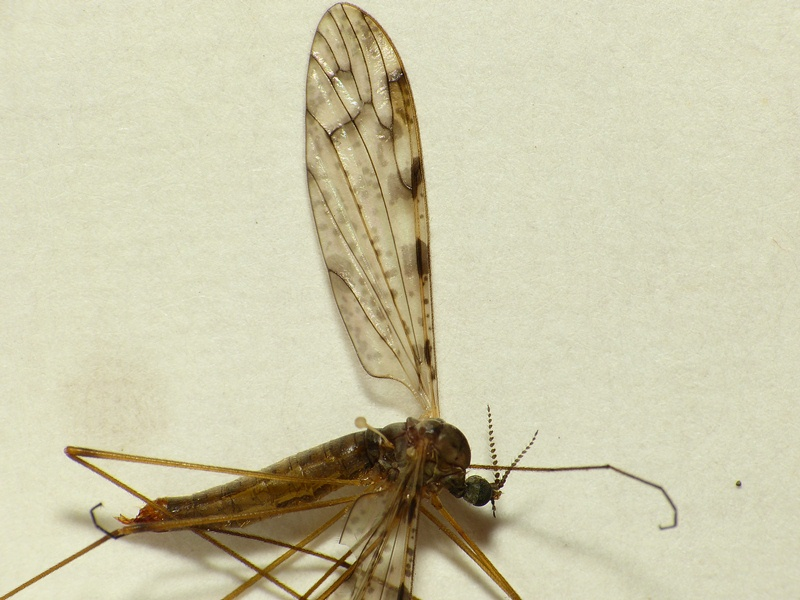

## Dottertaxa tillRhipidia, i alfabetisk ordning[1][2]
- Rhipidia afra
- Rhipidia agglomerata
- Rhipidia alampetis
- Rhipidia annulicornis
- Rhipidia antennata
- Rhipidia antrotrichia
- Rhipidia aoneurodes
- Rhipidia aoroneura
- Rhipidia aphrodite
- Rhipidia argema
- Rhipidia aspilota
- Rhipidia atomaria
- Rhipidia atopolobos
- Rhipidia banosensis
- Rhipidia bellingeri
- Rhipidia bipectinata
- Rhipidia brevifilosa
- Rhipidia brevipetalia
- Rhipidia breviramosa
- Rhipidia bruchiana
- Rhipidia bryanti
- Rhipidia calverti
- Rhipidia cassandra
- Rhipidia cermatoleuca
- Rhipidia chiloeana
- Rhipidia choprai
- Rhipidia citricolor
- Rhipidia coheriana
- Rhipidia commelina
- Rhipidia complexa
- Rhipidia conica
- Rhipidia costaloides
- Rhipidia cramptoni
- Rhipidia crassirostris
- Rhipidia ctenophora
- Rhipidia curtiramosa
- Rhipidia cymula
- Rhipidia cytherea
- Rhipidia degradans
- Rhipidia demarcata
- Rhipidia diacaena
- Rhipidia dione
- Rhipidia diplocada
- Rhipidia discreta
- Rhipidia distela
- Rhipidia domestica
- Rhipidia dotalis
- Rhipidia effusa
- Rhipidia eliana
- Rhipidia endecamera
- Rhipidia eremnocera
- Rhipidia eremnoptera
- Rhipidia euterpe
- Rhipidia expansimacula
- Rhipidia extraria
- Rhipidia femorasetosa
- Rhipidia fidelis
- Rhipidia flabelliformis
- Rhipidia flavopostica
- Rhipidia formosana
- Rhipidia garrula
- Rhipidia garruloides
- Rhipidia gaspicola
- Rhipidia gethosyne
- Rhipidia gracililoba
- Rhipidia gracilirama
- Rhipidia griseipennis
- Rhipidia griveaudi
- Rhipidia guerrerensis
- Rhipidia hariola
- Rhipidia hedys
- Rhipidia hexadiclona
- Rhipidia hirtilobata
- Rhipidia hoguei
- Rhipidia holwayi
- Rhipidia huachucensis
- Rhipidia hypomelania
- Rhipidia illuminata
- Rhipidia impicta
- Rhipidia impictipennis
- Rhipidia improperata
- Rhipidia inaequipectinata
- Rhipidia incompleta
- Rhipidia ingenua
- Rhipidia invaripennis
- Rhipidia isospilota
- Rhipidia javanensis
- Rhipidia josephi
- Rhipidia jubilata
- Rhipidia juninensis
- Rhipidia kama
- Rhipidia katernes
- Rhipidia laetitarsis
- Rhipidia lais
- Rhipidia latilutea
- Rhipidia leda
- Rhipidia lichnophora
- Rhipidia longispina
- Rhipidia longurio
- Rhipidia lucea
- Rhipidia luquilloensis
- Rhipidia luteipleuralis
- Rhipidia luxuriosa
- Rhipidia maculata
- Rhipidia martinezi
- Rhipidia mediofilosa
- Rhipidia megalopyga
- Rhipidia melanaria
- Rhipidia microsticta
- Rhipidia miosema
- Rhipidia monnula
- Rhipidia monoctenia
- Rhipidia monophora
- Rhipidia monoxantha
- Rhipidia mordax
- Rhipidia morionella
- Rhipidia multifida
- Rhipidia multiguttata
- Rhipidia multipunctata
- Rhipidia multipunctigera
- Rhipidia multiramosa
- Rhipidia mutila
- Rhipidia myriosticta
- Rhipidia mystica
- Rhipidia neglecta
- Rhipidia neomelanaria
- Rhipidia neomystica
- Rhipidia neorhasma
- Rhipidia nigrorostrata
- Rhipidia nobilissima
- Rhipidia nubilosa
- Rhipidia ocellana
- Rhipidia pallatangae
- Rhipidia pallidipes
- Rhipidia pallidistigma
- Rhipidia paraguayana
- Rhipidia parahedys
- Rhipidia paulus
- Rhipidia perarmata
- Rhipidia peratripes
- Rhipidia perscitula
- Rhipidia persimplex
- Rhipidia phaon
- Rhipidia pictipennis
- Rhipidia platyphallus
- Rhipidia plurinervis
- Rhipidia polyclada
- Rhipidia polythrix
- Rhipidia praesuffusa
- Rhipidia pratti
- Rhipidia preapicalis
- Rhipidia proctigerica
- Rhipidia profana
- Rhipidia proliferata
- Rhipidia proseni
- Rhipidia pulcherrima
- Rhipidia pulchra
- Rhipidia pumilistyla
- Rhipidia punctiplena
- Rhipidia punctoria
- Rhipidia reductispina
- Rhipidia rhasma
- Rhipidia schadei
- Rhipidia schwarzi
- Rhipidia sejugata
- Rhipidia septentrionis
- Rhipidia servilis
- Rhipidia seydeli
- Rhipidia shannoni
- Rhipidia sigilla
- Rhipidia sigilloides
- Rhipidia simplicicornis
- Rhipidia simplicis
- Rhipidia spadicithorax
- Rhipidia sprucei
- Rhipidia steyskali
- Rhipidia stonei
- Rhipidia subcostalis
- Rhipidia submorioniella
- Rhipidia subpectinata
- Rhipidia subproctigerica
- Rhipidia subterminalis
- Rhipidia subtesselata
- Rhipidia subvafra
- Rhipidia succentiva
- Rhipidia superarmata
- Rhipidia surinamica
- Rhipidia sybarita
- Rhipidia sycophanta
- Rhipidia synspilota
- Rhipidia tabescens
- Rhipidia tenuirama
- Rhipidia tetracantha
- Rhipidia tetraleuca
- Rhipidia thysbe
- Rhipidia tiresias
- Rhipidia triarmata
- Rhipidia tridigitata
- Rhipidia trigracilis
- Rhipidia tripectinata
- Rhipidia turritella
- Rhipidia ugra
- Rhipidia unipectinata
- Rhipidia uniseriata
- Rhipidia uxor
- Rhipidia vafra
- Rhipidia variicosta
- Rhipidia willistoniana
- Rhipidia xanthoscelis